# Пышный, Андрей Григорьевич
Андрей Григо́рьевич Пышный (укр. Андрій Григорович Пишний; род. 26 октября 1974, Доброводы, Тернопольская область) — украинский политический и государственный деятель, Председатель Национального банка Украины с 7 октября 2022 года, член СНБО Украины с 25 октября 2022.
С 2003 был первым заместителем главы Ощадбанка. В 2007 был назначен заместителем секретаря СНБО Украины. В 2012 был избран депутатом в Верховную Раду Украины от партии Батькивщина и стал первым заместителем главы комитета парламента по вопросам регламента, депутатской этики и обеспечения деятельности ВРУ. В период с 2014 по 2020 был главой правления АО Ощадбанк. С октября 2022 является главой Национального Банка Украины. Пышный исповедует философию инклюзивного общества и принимает активное участие в продвижении санкций против РФ.

## Биография
Родился 26 октября 1974 года в селе Доброводы, Збаражский район, Тернопольская область.
В 1991—1996 годах учился на юридическом факультете Черновицкого университета, где познакомился с Арсением Яценюком. После обучения, в 1996—2000 годах оставался в нём преподавателем-стажёром и ассистентом кафедры конституционного, административного и финансового права.
С 1998 года Пышный возглавлял юридическую фирму «Правкон» в Черновцах и был её совладельцем. В 1998—2005 годах Андрей Пышный был совладельцем (на 2 %) ООО «Телерадиокомпания „Интер-Черновцы“» совместно с местным политиком и журналистом Василием Забродским (ему принадлежало 98 %). Позже фирму приобрели структуры олигархов Дмитрия Фирташа и Валерия Хорошковского.

### Политическая карьера
В мае 2007 года назначен заместителем секретаря СНБО. Уволен с должности указом президента Виктора Ющенко в июне 2009 года.
В 2010 году сосредоточился на партийном проекте Арсения Яценюка «Фронт перемен», где возглавил комитет партийного контроля. На парламентских выборах 2012 года стал заместителем руководителя штаба «Батькивщины», а в декабре стал лидером «группы Яценюка» во фракции «Батькивщины» и первым заместителем председателя парламентского комитета по вопросам регламента.
15 июня 2013 года, после объединения «Фронта перемен» и партии «Батькивщина», избран заместителем руководителя «Батькивщины».

### Банковская карьера
В 2000 году возглавил юридическое управление «Ощадбанка» и переехал в Киев. В 2001 году стал директором департамента правового обеспечения «Ощадбанка».
В 2003—2007 годах был первым заместителем председателя правления «Ощадбанка». С декабря 2004 по май 2005 года исполнял обязанности председателя «Ощадбанка». В 2005 окончил Украинскую академию банковского дела НБУ (банковское дело).
В 2006 году Пышный подготовил и согласовал с Наблюдательным советом стратегию развития банка, которая предусматривала реформу корпуправления банка и введение в Наблюдательный совет независимых директоров.
С марта по май 2007 года был первым заместителем председателя правления ОАО «Укрэксимбанк». Пышный является кандидатом юридических наук (защитил диссертацию на тему «Правовой статус государственных банков Украины»).
С 26 марта 2014 года — председатель правления АО «Ощадбанк».
2 августа 2019 года — полномочия Пышного в «Ощадбанке» продлены на следующие 5 лет.

### Должность главы Национального банка Украины
7 октября 2022 года Верховная Рада Украины поддержала избрание Андрея Пышного председателем Национального Банка Украины. За соответствующее решение проголосовали 290 народных депутатов, в том числе депутаты из запрещенной пророссийской партии ОПЗЖ. 10 октября 2022 года Президент Украины Владимир Зеленский официально представил новоизбранного Председателя НБУ Андрея Пышного команде Национального банка.
Назначение Пышного главой Национального банка Украины многими было воспринято, как усиление влияния главы ОП Андрея Ермака, с которым Пышный сотрудничает с 2016 года. По мнению старшего экономиста и члена Наблюдательного Совета «CASE Украина» Владимира Дубровского, связи Андрея Пышного с Офисом Президента, создаёт определённые опасения относительно «управляемости» НБУ. Народный депутат от партии «Европейская солидарность» Алексей Гончаренко считает, что смена руководителя НБУ была недостаточно прозрачной: «важно, чтобы Нацбанк был независимым институтом. Знаем о личностных связях: насколько известно, Пышный — кум Ермака. Тоже это вызывает определённые вопросы»".
В декабре 2022 года состоялся первый визит Андрея Пышного в должности Председателя НБУ в Вашингтон для встречи с директором-распорядителем Международного валютного фонда Кристалиной Георгиевой.
В составе представителей украинской власти Пышный является участником работы миссий МВФ по Украине.
Также Андрей Пышный инициировал отдельное направление деятельности НБУ, связанное с поддержкой санкционной политики Украины против РФ. Глава НБУ неоднократно публично выступал за выход международных банковских групп с российского рынка, и обсуждал этот вопрос с представителями европейских центробанков, в частности с Президентом Европейского центрального банка Кристин Лагард.
После начала массированных российских ракетных атак по энергетической системе Национальный банк под руководством Пышного в декабре 2022 года создал проект POWER BANKING — это объединённая сеть банковских отделений по всей стране, которые могут работать даже в блэкаут. В сеть вошло почти 2400 банковских отделений в 400 городах и посёлках.

### Санкционная работа
С начала полномасштабной войны России против Украины Андрей Пышный вошел санкционную группу Ермака—Макфола, разрабатывающую санкционные пакеты в отношении РФ, а также выступает за признание России государством-террористом.
Также Андрей Пышный инициировал отдельное направление деятельности НБУ, связанное с поддержкой санкционной политики Украины против РФ. Глава НБУ неоднократно публично выступал за выход международных банковских групп с российского рынка, и обсуждал этот вопрос с представителями европейских центробанков, в частности с Президентом Европейского центрального банка Кристин Лагард. Андрей Пышный выступает за включение РФ в «черный список» FATF.
Предложения Пышного были учтены в очередном решении СНБО «О применении секторальных специальных экономических и других ограничительных мер (санкций) в отношении финансовых учреждений Российской Федерации».

## Расследования
27 мая 2015 года Андрей Пышный вместе с женой и своими заместителями слетал в Варшаву на футбольный матч ФК «Днепр» против испанского ФК «Севилья». На следующий день банкиры вернулись в Киев. Журналисты проекта «Наші гроші» в своем расследовании писали, что эта поездка якобы стоила 460 тысяч гривен, а её оплатила неизвестная британская компания и «Западная нефтяная группа» (сеть заправок WOG).

### Реструктуризация долга владельцу ТРЦ Gulliver
Под руководством Андрея Пышного, в «Ощадбанке» дважды была проведена реструктуризация долга ООО «Три О», которое является владельцем и управляющим киевского ТРЦ Gulliver.
Издание «Наші гроші» опубликовало выписку из госреестра прав на недвижимое имущество, в котором приводится информация о задолженности перед «Ощадбанком» на 537,2 млн долларов. Как отмечается в расследовании, после реструктуризации задолженности компании перед госбанками, которая была проведена в 2020 году, срок выплаты долга был увеличен до января 2044 года, а кредитная ставка установлена на уровне 3,65 % и 4,15 % годовых во всех валютах.
По данным Секретариата по финансовой реструктуризации, процедура реструктуризации задолженности ООО «Три О» была завершена 26 августа 2020 года.
В марте 2016 года «Зеркало недели» писало, что годовая ставка по кредиту ООО «Три О» была установлена 9 %, тогда как на рынке ставки достигали 30 %. Как отмечают «Наші гроші», тогда срок выплаты был продлён до декабря 2025 года. И в выписке из реестра прав на недвижимое имущество фигурировала сумма долга $440,99 млн ($352,79 млн — перед «Ощадбанком» и $88,2 млн — перед «Укрэксимбанком»).
Андрей Пышный тогда воздержался от комментариев для журналистов, сославшись на банковскую тайну, а несколько позже, отвечая на вопрос издания Лига.net, отметил, что «все без исключения решения кредитного комитета и правления банка рассматриваются при участии куратора НБУ».
По словам Пышного, весь кредитный портфель «Ощадбанка» за 2014—2016 годы стал предметом неоднократных проверок НБУ, двух стресс-тестов и детального анализа финансовой отчетности Сбербанка аудиторскими компаниями Deloitte и PWC. Все без исключения решения кредитного комитета «Ощадбанка» принимались коллегиально и при непосредственном участии куратора НБУ. Также, как утверждает Пышный, реструктуризация кредита ООО «Три О» прошла много фильтров, в том числе независимый наблюдательный совет, а также верифицирована рабочей группой, созданной при Совете финансовой стабильности при участии НБУ, Минфина и представителей всех правоохранительных органов, которые есть в Украине.

### Расследования НАБУ
В 2017 и 2018 годах Национальное антикоррупционное бюро Украины проводило расследования против главы Андрея Пышного и его подчиненных. Они были подозреваемы в растрате имущества и злоупотреблении служебным положением, включая перевод $20,98 млн со счета кипрской компании в пользу государства в рамках специальной конфискации по решению Краматорского городского суда Донецкой области от 28 марта 2017 года и конфискацию имущества, на которое наложен арест на сумму 34,96 млн гривен.

### Продление Набсоветом «Ощадбанка» контракта с Андреем Пышным в 2019 году
В 2019 году наблюдательный совет «Ощадбанка» принял решение продлить контракт с Андреем Пышным и оставить его в должности председателя правления банка на пять лет, учитывая его высокопрофессиональную работу с марта 2014 года, которая способствовала фундаментальным позитивным изменениям в работе банка. Это решение привело к конфликту с руководством Национального банка Украины: НБУ обвинил наблюдательный совет «Ощадбанка» в нарушении требований закона «О банках и банковской деятельности», которыми предусмотрен конкурсный порядок назначения председателя правления.
15 августа 2019 года Нацбанк решил отказать в согласовании пяти членам набсовета, в том числе бывшему главе представительства ЕБРР в Украине Шевки Аджунеру. Был назначен новый состав наблюдательного совета «Ощадбанка» во главе с Байбой Апин. Члены наблюдательного совета «Ощадбанка» в совместном заявлении от 17 августа 2019 выразили несогласие с указанным решением Национального банка Украины, которое обосновывалось лишь «неудовлетворительным результатом собеседования». Наблюдательный совет «Ощадбанка» отметил, что реальной причиной отклонения кандидатур стало недовольство некоторых членов комиссии НБУ недавним решением совета продлить трудовой контракт с председателем правления «Ощадбанка» Андреем Пышным.
Учитывая это, три члена наблюдательного совета «Ощадбанка» — Шевки Аджунер, Дмитрий Власов и Алексей Резников — обжаловали указанное решение НБУ в судебном порядке. Суд первой инстанции по каждому иску принял признать решение НБУ противоправным и отменить. В конце концов Верховный суд Украины в составе коллегии судей Кассационного административного суда по всем трем делам подтвердил правомерность решений суда первой инстанции и окончательно признал противоправными и отменил решение НБУ от 15 августа 2019 об отказе Шевки Аджунеру, Дмитрию Власову и Алексею Резнику. и членов наблюдательного совета «Ощадбанка».
Пока продолжались судебные процессы, в «Ощадбанке» был сформирован новый наблюдательный совет и объявлен в марте 2020 года конкурс на должность главы правления, участие в котором принял и Андрей Пышный. Однако конкурс был отменен с формулировкой «в связи с внешними непредвиденными обстоятельствами». По информации издания «Зеркало недели», на нём лидировал Пышный. Впоследствии был объявлен повторный конкурс, но Андрей Пышный в нём уже не участвовал.

### Коррупционные скандалы с закупками Нацбанка
Согласно расследованиям интернет-издания «Обозреватель», Национальный банк Украины при руководстве Пышного платит десятки миллионов гривен компаниям, которых подозревают во взяточничестве, нарушении правил проведения тендеров и крупных откатах банкам.
В частности, НБУ ежегодно платит более 5 млн грн за обслуживание программы SAP для оптимизации бизнес-процессов. Программу НБУ купил у компании «Бриг ритейл». Её владелец несколько лет назад продавал SAP через компанию «Бриг-ритейл» (с дефисом в названии) украинским банкам и попал в скандал. Эта компания, как говорится в судебных материалах, платила 15 % отката руководству «Укрсиббанка» и завышала стоимость своих услуг. Кроме того, компанию в результате расследования АМКУ признали виновной в сговоре во время участия в тендерах на покупку программ SAP. «Бриг-ритейл» деятельность фактически прекратила, а на её месте появилась компания «Бриг ритейл», которая большинство своих тендеров получает от НБУ, речь идёт о десятках миллионов гривен.
После скандала с закупками у «Бриг ритейл», журналисты интернет-издания «Обозреватель» изучили тендеры НБУ за последний год и обнаружили целый ряд сомнительных контрактов. Стоимость услуг только за год выросла в несколько раз, при этом Нацбанк платит деньги тем, кто ранее, как подозревают правоохранители, помогал выводить сотни миллионов из «Ощадбанка», который возглавлял на тот момент действующий глава НБУ Андрей Пышный.
В частности, компания «Эс Энд Ти Украина» 24 января 2023 года получила от Нацбанка 20,2 млн грн на техподдержку программы Oracle Database (система управления базами данных) сроком на один год. Эта компания впервые получила деньги от регулятора (по крайней мере, через открытый тендер). Ещё год назад за техподдержку этой программы Oracle Database платили другой фирме, её услуги за год обходились в 11,1 млн грн. Как сообщают журналисты, только за один год цена с новым подрядчиком взлетела на 82 %. «Эс Энд Ти Украина» ранее большую часть тендеров получала в «Ощадбанке». Всего, согласно данным YouControl, компания получила тендеры на 2,9 млрд грн и 2,1 млрд грн из них — у «Ощадбанка». Председателем правления госбанка на тот момент был Андрей Пышный.

## Оценки деятельности

### На посту главы «Ощадбанка»
Деятельность Андрея Пышного на посту председателя правления «Ощадбанка» собирает разные оценки. Он отметился активной работой по возврату проблемных кредитов банка и трансформацией самого банка, но она далеко не всегда была успешной. В частности, авторы журналистского расследования «Ощадбанк: от лидера рынка до „бремени“ для государства» отмечают, что банк начал терять позиции при руководстве Андрея Пышного. Несмотря на одну из крупнейших сетей отделений для обслуживания физических лиц, «Ощадбанк» впервые уступил monobank свое второе место в карточном рейтинге, которое удерживал долгие годы. «Универсал Банк» (monobank) обогнал «Ощад» как по количеству действующих платёжных карт, так и активных карт, по которым провели хотя бы одну расходную операцию.
При руководстве Пышного собственный капитал госбанка сократился — с 20,5 млрд грн (1 января 2014 года) до 19,6 млрд грн (1 января 2019 года), поскольку именно из собственного капитала вычитали убытки «Ощадбанка» и резервы под проблемные кредиты, которые на 1 января 2016 года достигли 14,9 млрд грн. При этом общие административные расходы финучреждения намного увеличились: на 1 января 2014 года они составляли 3,5 млрд грн, то уже на 1 января 2020 года расходы достигли 9,9 млрд грн.
По данным издания «Обозреватель», в 2018 году «Ощадбанк» показал самый низкий показатель рентабельности капитала — 0,6 % при самом высоком уровне проблемных кредитов — 63 %, в то время, как доходность на капитал «Укргазбанка» в 2018 году составила 13,5 %, а «ПриватБанка» — 46,5 %.

### На посту главы НБУ
Секретарь Национального союза журналистов Украины (НСЖУ), бывший главный редактор «Экономической правды», финансовый эксперт Сергей Лямец считает, что при руководстве Пышного в НБУ происходит процесс «ощадизации». Он отмечает, что в Нацбанк на ключевые должности перешло уже много специалистов, которые когда-то работали в государственном банке под руководством Андрея Пышного. Так, заместителем председателя Национального банка Украины назначен Дмитрий Олейник, который работал директором департамента кредитных рисков и оценки активов «Ощадбанка» при руководстве Пышного. В Совет НБУ вошли Анатолий Барсуков и Елена Щербакова, которые ранее работали в «Ощадбанке», новым руководителем Офиса правления НБУ стала корпоративный секретарь государственного «Ощадбанка» Юлия Федоренко, юридический департамент возглавил бывший директор юридического отдела «Ощада» Александр Зима, а департамент безопасности НБУ возглавил бывший руководитель отдела безопасности «Ощадбанка» Александр Паламарчук.
Также Андрея Пышного, вместе с главой налогового комитета ВРУ Даниилом Гетманцевым, обвиняют в попытках монополизировать рынок финансовых услуг из-за принятия Верховной Радой в первом чтении законопроекта № 9422 об изменениях в госрегулировании рынков финансовых услуг. По словам участников рынка, законопроект позволит НБУ вручную устанавливать правила игры на рынке небанковских финансовых учреждений. Гендиректор ассоциации «Страховой бизнес» Вячеслав Черняховский называет этот законопроект «ударом по гражданскому обществу, демократии и правовому государству». Народный депутат, член комитета ВР по вопросам финансов, налоговой и таможенной политики Андрей Николаенко считает, что через этот законопроект «некоторые руководители Нацбанка пытаются решать свои вопросы». Члены Объединения участников финансового рынка (ОУФР) также пришли к выводу, что «вывод НБУ из-под действия регуляторного закона приведёт к произволу регулятора, нестабильности и непредсказуемости правового регулирования небанковских финансовых учреждений, что создаёт основу для коррупции».
В январе 2024 года Андрей Пышный был признан лучшим главой центробанка в мире и Европе по версии британского финансового издания «The Banker» по результатам работы в 2023 году. Награду The Banker Central Banker of the Year ежегодно присуждают главам центробанков, которым лучше всего удалось стабилизировать экономику своей страны и стимулировать ее рост. В издании отметили важнейшую роль Андрея Пышного в сохранении макрофинансовой стабильности в Украине, а также проактивную политику Нацбанка для усиления устойчивости даже в условиях полномасштабной войны.
В марте 2024 года Андрей Пышный получил награду «Глава центрального банка» по итогам премии Central Banking Awards 2024. Британский журнал Central Banking вручает соответствующую награду, оценивая деятельность центральных банков и финансовых регуляторов за предыдущий год.

## Общественная деятельность
В 2009 году (в возрасте 34 лет) Пышный частично потерял слух. Пышный является инициатором ряда социальных проектов. В частности, по его инициативе вместе с Андреем Ермаком создано общественное объединение «Почувствуй», помогающее адаптации людей, которые потеряли слух или родились с недостатками слуха. Один из проектов объединения — «Звёздная азбука», представленная на образовательном «Арсенале идей». Алфавит состоит из тридцати трёх букв на языке жестов, продемонстрированных 33 известными украинцами.

## Награды
- Наградное оружие — пистолет «Форт-17» (26 мая 2014) и «Glock 26» (21 августа 2014)[89].
- 2017 — победа в номинации «Банкир года» от еженедельника «Бизнес»[90]

## Доходы
В 2013 году Андрей Пышный заработал 1 541 181 гривен, из них доход в качестве депутата составил 204 363 гривен, материальная помощь — 35 582 гривен, а большую часть дохода составили деньги, полученные от отчуждения движимого и недвижимого имущества — 1,3 млн гривен.

## Личная жизнь

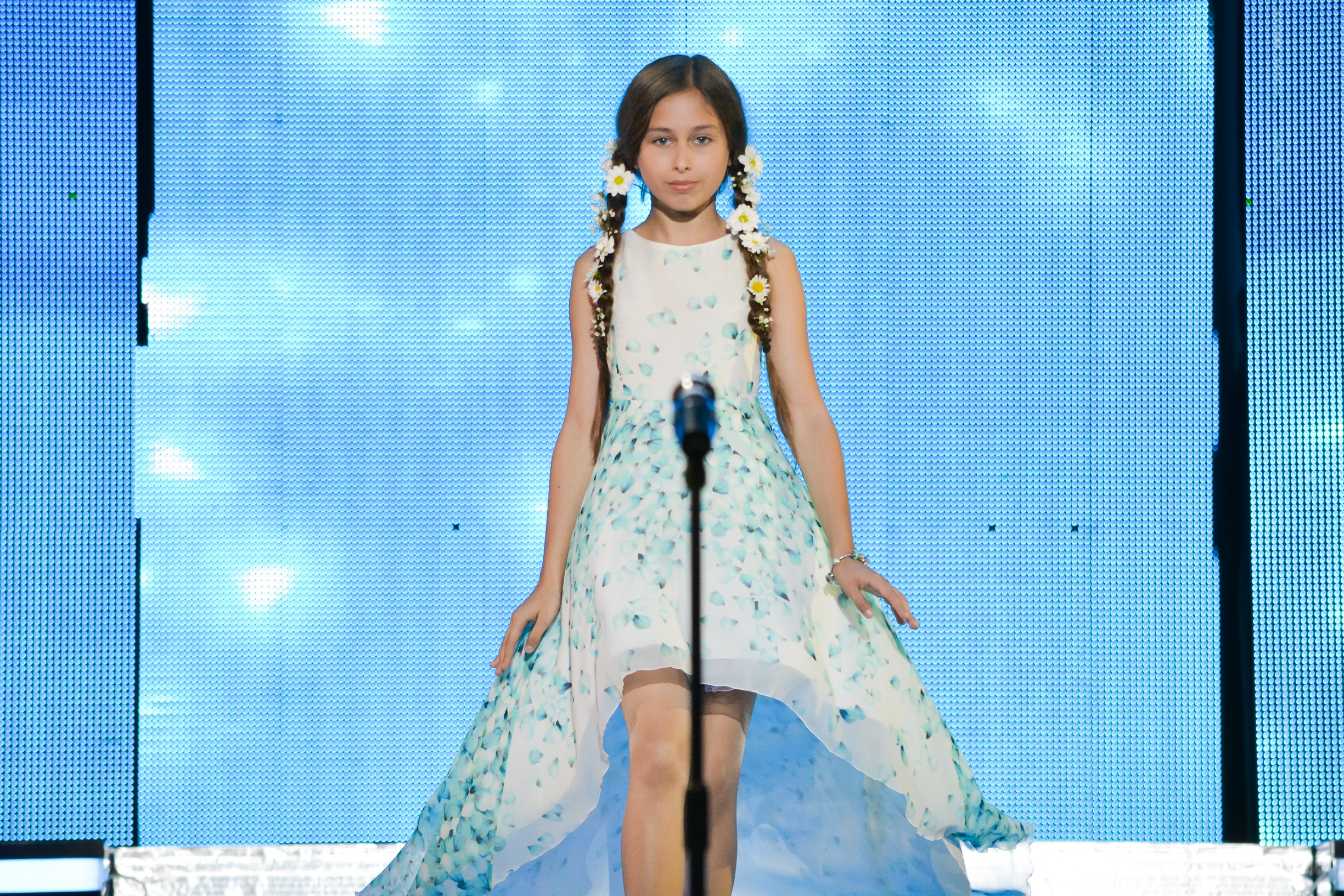
Даша Пышная на Славянском базаре 2015

Отец — Григорий Андреевич (1947 г. р.) — заместитель гендиректора турагентства «Черемош». Некоторое время он возглавлял лечебный профилакторий для людей, находящихся в состоянии алкогольной зависимости. Позднее был заместителем председателя правления машиностроительного завода, на этой должности познакомился с Игорем Плужниковым, который тогда был бизнесменом в Черновцах.
Мать — Светлана Андреевна (1949—1996) — работала в городском отделе милиции. Развелась с мужем, когда сыну было 11 лет. Получила звание майора за несколько дней до смерти из-за онкозаболевания.
Жена — Людмила Георгиевна (1973 г. р.) — преподаватель университета. У пары есть две дочери — Светлана (1998 г. р.) и Дарья (2003 г. р.).